# Mbambo
Mbambo est un village camerounais de la région de l'Est. Il se situe dans le département de Lom-et-Djérem et dépend de la commune de Bélabo et du canton de Kepere Deng-Deng. 

## Population
D'après le recensement de 1966, le village comptait 165 habitants. Il en comptait 459 en 2005. 

## Infrastructures
Le plan communal de développement de Bélabo prévoyait en 2012 la construction à Mbambo d'un magasin de stockage polyvalent de denrées alimentaires, une poste agricole et une aire de séchage.
L'agrandissement de l'école a été prévu avec l'ajout d'un bloc de deux salles de classe accompagné d'un point d'eau et d'un bloc de latrines.

## Annexe